# Qui Nguyen
Qui Nguyen (Vietnam, 1977) is een Vietnamees-Amerikaans professioneel pokerspeler. Hij won het Main Event (het $10.000 World Championship No Limit Hold'em-toernooi) van de World Series of Poker 2016 en daarmee de officieuze wereldtitel pokeren. Nguyen wist het toernooi te winnen door tijdens de heads-up Gordon Vayo te verslaan. 
In zijn carrière heeft Nguyen meer dan $8.058.000,- bij elkaar gewonnen in toernooien.

## WSOP bracelets
| Jaar | Event                                        | Prijs      |
| ---- | -------------------------------------------- | ---------- |
| 2016 | $10.000 No Limit Hold 'em World Championship | $8.005.310 |